# ケンタッキー・シェル・ヒープ・ドッグ
ケンタッキー・シェル・ヒープ・ドッグ（英：Kentucky Shell Heap Dog）は、アメリカ合衆国東部原産のネイティブ・アメリカン・ドッグの一種である。

## 歴史
有史以前からアメリカ東部で飼育されていた超古代犬種のひとつで、数あるネイティブ・アメリカン・ドッグ犬種の中でも最も古い犬種のひとつである。バスケットメーカー・ドッグというネイティブ・アメリカン・ドッグは、本種の親戚に当たるといわれている。
主に猟犬などとして使われていたといわれている。狩猟形態はパックでのセントハント（嗅覚猟）で、猟犬以外には番犬として家や集落の見張りを行ったり、時に食糧難に陥った際には食用として調理されていた。
本種は遥か数千年前に絶滅してしまった犬種で、現在は化石でしかその姿を知ることが出来ない。絶滅に理由はよくわかっておらず、気候変動が要因となった説、食べつくされた説、数種に分裂したり進化して種としての姿を消した説などが仮説として挙げられている。

## 特徴
化石から復元された姿は非常に原始的なもので、日本の縄文犬のようにパリア犬に近い犬種であった事が判明している。両種が近い形態であるのは血縁関係があるためではなく、同じく原始的な犬種で、特定の用途に用いるために改良されたのではないためである。無駄のない筋肉質の引き締まった体つきをしていて、身体能力が高い。耳は立ち耳、尾は飾り毛の少ない垂れ尾。コートはスムースコートで、毛色は不詳。中型犬並みのサイズであったと推定されている。